# 欧拉图

文氏圖展示所有可能的交集。

欧拉图，部分文稿也称欧氏图，是类似文氏图的一种图，但是不必须包含所有的区。所以欧拉图可以定义论域，就是说它可以定义一个系统，其中有特定交集是不可能的或不考虑的。
所以，包含“动物”、“矿石”和“四足”这些性质的文氏图，必须包含在其中有同时是动物、矿石和四足的某种东西的那个交集。因此文氏图展示了所有可能的合取组合。
可以构造出欧拉图，使得在其中这些无意义的交集不存在，以此为这个主题定义了论域。换句话说，欧拉图可以表示简并之后的那些合取。

尤拉圖不需要展示所有可能的交集。

对欧拉图的一个现代扩展是蜘蛛图，它向欧拉图增加了可以连接的存在点。这给予欧拉图析取特征。欧拉图原先已有合取特征。所以蜘蛛图允许使用欧拉图配備逻辑或的条件。